# 大御所時代
大御所時代（日语：／ Ōgosho-jidai */?），是江戶時代的寬政改革和天保改革之間的期間，即1804年－1841年期間的日本。天皇為光格天皇、仁孝天皇，實際統治者為太政大臣兼征夷大將軍德川家齊的年代，日本境內藉由城市文化，發展了繁榮的社會景象。1837年家齊讓位給德川家慶後，仍隱居在「大御所」掌握著政治實權，所以後人稱此時代為「大御所時代」，因為跨越文化、文政兩年號，因此將此繁榮年代又稱為文化文政時代、或簡稱化政時代。